# Booker Little
Booker Little, Jr. (* 2. April 1938 in Memphis (Tennessee); † 5. Oktober 1961 in New York City) war ein US-amerikanischer Jazz-Trompeter und Komponist des Hardbop. Little war zu Beginn der 1960er Jahre „einer der aussichtsreichsten Neuerer seines Instruments“ und verband „die perfekte Geläufigkeit und den klaren, warmen Ton Clifford Browns mit einem feurigeren Zugriff und moderneren harmonischen und melodischen Ideen“, die über den Hardbop in Richtung Free Jazz wiesen.

## Leben und Wirken
Little stammt aus einer musikalischen Familie; seine Eltern spielten Posaune und Orgel. So beeinflusst vertiefte er auf der Highschool neben dem Spiel in einer Marching Band seine klassische Ausbildung, um dann am Konservatorium in Chicago bei Andy Goodrich zu studieren. 1957 begann er auf Empfehlung von Sonny Rollins in der Band von Max Roach; trat mit dieser Band 1958 beim Newport Jazz Festival auf und war an Roachs Freedom Now Suite beteiligt. Im Jahr 1959 ging er nach New York, arbeitete in Clubs und mit John Coltrane (Afrika Brass Session, 1961), Slide Hampton, Teddy Charles und Sonny Stitt.
Bereits 1960 zeigten seine Aufnahmen mit Tommy Flanagan bzw. Wynton Kelly, Scott LaFaro und Roy Haynes  (The Legendary Quartet Album), dass er über einen „vollen, ausgereiften und zugleich vor Energie knackenden Sound“ (Jazz Journal) verfügte. 1961 folgten legendäre Live-Aufnahmen mit Eric Dolphy, mit dem er im Five Spot in einem Quintett spielte (mit Mal Waldron, Richard Davis, Ed Blackwell). Nach längerer Krankheit starb Booker Little mit nur 23 Jahren an Urämie.
Der Trompeter Booker Little gehört zu solchen Musikern wie Fats Navarro, Eric Dolphy oder Clifford Brown, die am Beginn einer großen musikalischen Karriere starben. Sein Kompositions- und Trompetenstil, zunächst an Miles Davis und Clifford Brown orientiert, ist stark von den musikalischen Ideen Charles Mingus’, Duke Ellingtons und John Coltranes beeinflusst. Er war einer der ersten Trompeter, der im Jazz bewusst Dissonanzen und mikrotonale Effekte verwendete. Ähnlich wie Dolphy versuchte er eine „Sprengung der Harmonik von innen“. Trompeter wie Dave Douglas haben bewusst auf diese Errungenschaften zurückgegriffen.
Er starb mit 23 Jahren binnen weniger Tage nach Auftreten einer Urämie.

## Diskografie

### Bandleader
- 1958: Booker Little 4 And Max Roach (United Artists / Blue Note)
- 1960: Booker Little Quartet (Time)
- 1961: Out Front mit Eric Dolphy, Julian Priester, Ron Carter, Max Roach
- 1961: Booker Little and Friend (Bethlehem Records), mit Julian Priester, George Coleman, Don Friedman, Reggie Workman, Pete LaRoca[3]

### Sideman
- 1958: Max Roach: Deeds, Not Words (OJC)
- 1959: Slide Hampton: Slide! (Fresh Sound)
- 1960: Abbey Lincoln: Straight Ahead (Candid)
- 1960: Eric Dolphy: Far Cry (OJC)
- 1961: Max Roach: Percussion Bitter Suite (OJC)
- 1961: Eric Dolphy: At The Five Spot Vol. 1 & 2 (OJC)
- 1961: Eric Dolphy Memorial Album (OJC)
- 1961: John Coltrane: Africa/Brass (Impulse! Records)